# Памятники древнерусского зодчества
«Памятники древнерусского зодчества» — книжная серия, выпускавшаяся Ленинградским отделением издательства «Искусство» в 1965—1975 году. Каждый выпуск был посвящён как отдельному архитектурному комплексу, так и городу или региону с его древними памятниками.
Книги серии представляли собой альбомы увеличенного формата с чёрно-белыми иллюстрациями и горизонтальным расположением листов. Тканевые переплёты были оформлены фотопечатью и снабжены бумажными суперобложками. Каждый альбом открывала большая вступительная статья историко-архитектурной направленности, после которой следовало резюме на трёх языках (английском, французском, немецком). В конце книги приводился подробный список литературы.
Печатались альбомы серии на зарубежном полиграфическом предприятии «Арто Графика» (Бухарест, Румыния).

## Книги серии по годам
1965
- Кижи: Альбом / Вступит. статья З. С. Смирновой; Фотографии выполнены А. А. Александровым, В. И. Пресняковым, Г. Ф. Колкушиной, Н. И. Долголенко; Оформление художника И. З. Копеляна. — Л.-М.: Искусство, 1965. — 96, [4] с. — (Памятники древнерусского зодчества). — 30 000 экз.

1970
- Кижи: Альбом / Вступит. статья З. С. Смирновой; Фотографии А. А. Александрова, В. И. Преснякова, Г. Ф. Колкушиной, Н. И. Долголенко; Художник И. З. Копелян. — Изд. 2-е. — Л.: Искусство, Ленингр. отд-ние, 1970. — 96, [4] с. — (Памятники древнерусского зодчества). — 75 000 экз.

1971
- Каргополь: Альбом / Фотографии Н. К. Егорова; Вступит. статья А. Я. Каковкина; Художник И. З. Копелян. — Л.: Искусство, Ленингр. отд-ние, 1971. — 82, [4] с. — (Памятники древнерусского зодчества). — 60 000 экз.

1973
- Старая Ладога: Альбом / Вступит. статья, фотографии и оформление А. А. Гершковича, Е. В. Плюхина. — Л.: Искусство, Ленингр. отд-ние, 1973. — 32, [86] с. — (Памятники древнерусского зодчества). — 40 000 экз.

1975
- Новгород: Альбом / Составление, фотографии, оформление и макет Б. С. Скобельцына; Вступит. статья М. К. Каргера. — Л.: Искусство, Ленингр. отд-ние, 1975. — 134 с. — (Памятники древнерусского зодчества). — 40 000 экз.

## Книги серии (список)
- Земля Псковская — 1972
- Каргополь — 1971
- Кижи — 1965, 1970
- Кирилло-Белозерский монастырь — 1969
- Новгород — 1975
- Псков — 1969
- Соловецкие острова — 1969
- Старая Ладога — 1973